# مسببات ومفهوم والوقاية من حمى النفاس
مسببات ومفهوم والوقاية من حمى النفاس (بالألمانية: Die Ätiologie, der Begriff und die Prophylaxe des Kindbettfiebers) هو كتاب علمي كتب بواسطة أجناتس سيملفيس ونُشر عام 1861م. ويشمل دراسات في المستشفيات التي أجريت في فيينا في عام 1847 ويتضمن التعامل بشكل كبير في مجال التوليد. تمت ترجمته إلى الإنجليزية بواسطة كاي كودل كارتر في 1983م. يوضح الكتاب كيف أن بحثه يظهر أن النظافة اليدين في المستشفيات يستطيع أن يمنع الوفيات غير الضرورية.

## وصلات خارجية
- نيويورك تايمز
- كتب جوجل